# 香港中華廠商聯合會
香港中華廠商聯合會（英文: The Chinese Manufacturers' Association of Hong Kong，簡稱廠商會），成立於1934年9月1日，為香港最大及最具代表性的註冊非牟利工商團體之一。 廠商會擁有各行各業會員超過3,000家，致力促進香港工業與貿易的發展。廠商會獲香港政府指定為立法會工業界功能組別代表團體之一， 代表工業界就政府政策之訂定與執行反映意見。
廠商會為業界和會員提供多元化的營商支援服務，包括：接待內地來港及海外訪問團、組織貿易團、參加國際商貿展覽會、貿易諮詢、舉辦工展會、舉辦香港名牌選舉；亦是香港政府授權之產地來源證簽發機構以及電子報關中心，簽證及電子服務（包括產地來源證、加工證、轉口證、轉載證、出入口報關及商事證明等）。廠商會在廣州亦設有代表處，為在內地營運的會員提供支援，以及與省市政府和工商機構建立緊密的聯繫。
廠商會旗下的「廠商會檢定中心」為一所獲本港及國際認可的第三方檢定機構，業務範疇涵蓋產品檢定、驗貨、認證和技術顧問。近年，檢定中心積極拓展科技商品化服務，以協助推動香港「新型工業化」和創新科技發展。廠商會亦注重人力資源的培育，開辦了兩所中學，每年頒發獎學金予成績優異的學生，亦不時捐款予各大專院校。

## 發展歷程
香港開埠以來，憑藉其地理形勢與自由港的地位，逐漸發展為世界各地商品出入口的運輸總站，並成為遠東轉口貿易的中心商港。
至於工業方面，由於資源缺乏、物力不足、開埠初期只有布織、籐織、竹織等手工織造業。到了20世紀初期，世界工業勃興，外國工業產品均以香港為據點，銷往東南亞市場。香港有識之士，以香港地位有利於工業發展，其時紛紛開始從事各種工業，香港工業遂告萌芽。
1933年初，香港工業日漸茁壯，工廠數目超過100家，極需要一個聯合組織促進發展，使其能與商業相輔而行。此外，由於當時中國的關稅壁壘森嚴，入口中國的香港工業製品與外國貨品一樣須繳納關稅，香港工業極需要一領導機構與中國有關當局進行溝通。
有見及此，南洋兄弟煙草有限公司、廣萬隆炮竹廠，以及鹹魚行聯益社于1933年9月發起籌組「僑港國貨廠商聯合會」，推舉程少夔、陳如山、張國光、巫鈞濤、梁植勳、李少溪、陸啟良、陳履霜、關秩初九人為籌備委員。
- 1934年3月28日，籌委會召開會員大會，通過會章，並將組織正名為「香港中華廠商聯合會」。廠商會于該年4月11日選舉首屆理事，並推舉程少夔、陳如山、巫鈞濤、梁植勳四人簽署檔，呈報華民政務司立案。同年9月1日，廠商會在思豪酒店禮堂舉行成立大會，由葉蘭泉出任大會主席，邀請名譽會長羅旭龢博士主持揭幕。其時廠商會共有廠號會員59家，個人會員11人。香港工業組織機構初見規模。

自此，廠商會便一直擔任領導角色，帶領香港工商業不斷向前。歷年來，廠商會值得紀念的事件繁多，以下是一些重要的事件：
- 1934年9月1日，舉行成立大會，由葉蘭泉出任大會主席。1935年，參加在新加坡舉行的「第一屆中國國貨展覽會」，乃該會首次參加海外工業產品展覽。
- 1938年2月4日，與香港基督教女青年會假中環鐵崗聖保羅書院合辦為期4日之國貨展覽會，乃工展會之始。
- 1939年8月13日，創辦會刊《廠商月刊》，目的為研討工業技術及發佈會務消息。
- 1951年，在新加坡首次舉辦每兩年一屆的「香港華資工業出品星洲展覽會」。
- 1956年至1957年，向政府捐獻港幣100萬元，于香港理工學院（即香港理工大學）設立廠商會工藝學院。
- 1964年，于廠商會大廈設立香港產品陳列中心，展示香港製品；同年撥款成立工業教育獎學金（即廠商會獎學金），培育工業人才。
- 1966年10月5日，首次與教育司署就業輔導會聯合舉辦工業講座，出席學生共1400人。
- 1967年8月4日，獲政府批准簽發來源證及加工證。
- 1967年12月，工展會銀禧紀念，政府首次參加，並設香港政府展覽館。
- 1969年，在觀塘設立辦事處。
- 1970年，在旺角設立辦事處，並首次舉辦「香港新產品比賽」。
- 1974年5月16日，工展會因找不到合適戶外場地而停辦。
- 1976年10月3日，創辦「廠商會職業先修學校」，邀得港督麥理浩爵士夫人主持開幕典禮。
- 1979年12月21日，于廠商會大廈設「廠商會檢定中心」。
- 1980年，設立「廠商會工業發展信託基金」，促進當地工業發展。
- 1984年3月5日，現址廠商會大廈舉行開幕儀式，邀得前港督尤德爵士揭幕。
- 1984年11月，獲政府指定為功能組別代表機構之一，會員有權選出一名立法局議員。
- 1985年10月19日，創辦「廠商會蔡章閣職業先修學校」，邀得布政司鍾逸傑爵士主持開幕典禮。
- 1986年，廠商會檢定中心遷入沙田火炭。
- 1989年，政府宣佈設立「總督工業獎勵計畫」（現為「香港工商業獎」），並委派該會為機器及設備設計比賽的主辦機構。
- 1994年11月，與中華全國工商業聯合會及臺灣工商企業聯合會于北京合辦首屆「「海峽兩岸及香港特區經貿合作研討會」。
- 1994年11月3日，工展會停辦20年後，于香港會議展覽中心複辦，以慶祝該會成立60周年。
- 1995年8月23日，率領高層代表團前赴甘肅省考察。自此，該會每年均組織代表團赴內地考察，發掘投資商機。
- 1996年11月，會刊《廠商月刊》改名為《企業雄才》並加強內容，為業界提供最新經貿訊息及深入分析。
- 1997年9月1日，「廠商會職業先修學校」及「廠商會蔡章閣職業先修學校」改名為「廠商會中學」及「廠商會蔡章閣中學」。
- 1998年，分別于10月及12月假廣州新會展中心及香港添馬艦舉行工展會，為該會首次在內地舉行工展會。
- 1999年，創辦首屆「香港十大名牌選舉」，旨在表彰香港傑出品牌。
- 1999年9月15日，廠商會檢定中心舉行成立20周年慶祝酒會，同時為新標誌進行揭幕。
- 2000年11月16日，廠商會中學舉行傅陳潤美紀念樓命名儀式，同時設立「廠商會中學教育發展基金」，為該校課程發展及提升學生學習效益之用。
- 2001年4月5日，與中國國際貿易促進委員會、香港總商會、香港中華總商會及香港工業總會成立「香港─內地商會聯席會」，為香港工商界在內地營商提供協助。
- 2002年，「海峽兩岸及香港特區經貿合作研討會」加入澳門中華總商會合辦，並改名為「海峽兩岸和香港、澳門經貿合作研討會」，推動兩岸四地經貿合作。
- 2003年5月，捐款港幣200萬元，聯同會員捐出的170餘萬元，進行一系列非典型肺炎抗炎支援工作。
- 2004年，為慶祝成立70周年，舉行大型晚宴、展覽、外訪團及講座；同年成立「廠商會保險代理有限公司」及「廠商會展覽服務有限公司」，為會員及業界提供優質的保險仲介和展覽相關服務。
- 2004年9月，工展會首次進軍上海，于上海市上海展覽中心舉行，4天展期吸引10萬人次進場。
- 2005年，牽頭成立「香港品牌發展局」，並增設「香港服務名牌選舉」，推動當地服務品牌發展。
- 2005年3月，在廣州成立代表辦事處，提供內地支援及會員服務。
- 2006年，成立「廠商會秘書服務有限公司」，為中小企提供專業和優質的公司秘書及一站式商務服務。
- 2007年，捐贈100萬港元予亮睛工程慈善基金，資助在陝西省成立第四個亮睛扶貧眼科中心。
- 2008年，分別捐贈80萬港元及100萬港元，援助內地雪災及汶川大地震災民。
- 2009年2月，成立「廠商會市場策劃及推廣有限公司」，為中小企提供市場推廣及專案策劃服務。
- 2009年5月，成立「工展芳華薈」，彙集歷屆「工展小姐選舉」參選佳麗，參與推動工商界發展及公益活動。
- 2009年6月，「香港名牌選舉」慶祝創辦十周年，舉行大型午宴及出版《品牌故事@香港》，分享得獎品牌的成功經驗。
- 2009年，為慶祝成立75周年，舉行大型酒會、賽馬杯賽、高爾夫球賽及出版研究專書等，並成立特別儲備基金，回饋社會。
- 2010年1月，第44屆工展會吸引超過229萬入場人次，刷新工展會的入場紀錄。
- 2010年5月1日，上海世界博覽會正式開幕，為了支援香港參與世博，該會成為活動白金贊助機構之一；並在10月1日至31日期間于世博香港館首層夾層展覽區，舉辦「香港工業創意展覽」，旨在展示香港工業的無限創意。
- 2016年2月9日:贊助香港賀歲煙花
- 2017年7月， 香港回歸二十周年，與香港文化產業聯合總會首次聯合舉辦開心幸運里活動，在中環海濱活動空間舉行，透過【香港舊街】和【幸運輪唱團】，以嘉年華及音樂會的形式，讓市民感受過去香港獨有的情懷，表演歌星有黎明、陳小春及張智霖等。
- 2021年6月，推出新冠疫苗獎賞計劃，包括500萬元大抽獎。會長史立德及會董會成員共捐出三百萬元，以預付卡簽帳額形式發放，鼓勵市民接種疫苗。[2]
- 2022年，為慶祝成立88周年，以及香港特區成立25周年，舉辦「香港．創．新工業」高峰論壇、88周年紀念盃、慶回歸廿五載──「迎聚灣區　盈滿機遇」論壇、工商七人足球邀請賽、電視特輯、學界攝影比賽、工展會牌樓概念設計比賽等。
- 2024年，為廠商會成立90周年，舉辦「新質生產力與香港高質量發展」高峰論壇、製作90周年紀念刊物等。

## 宗旨
廠商會主要宗旨為：
- 促進香港工業與貿易的發展
- 改善營商環境
- 代表工業界就政府政策的訂定與執行發表意見
- 參與社會發展工作
- 促進國際間的了解與合作
- 履行社會責任

## 會歌
《香港中華廠商聯合會會歌》
中華廠商，中華廠商，美名遠播，出品耀四方。

奮發圖強，天天向上，翱遊五洲洋。

香港精神，廠商發揚，勝利在前方。

## 組織成員
| 會長 - 盧金榮（榮利錄音錄影帶製造廠） 立法會代表 - 吳永嘉（聯享投資） 常務副會長 - 馬介欽（達成集團） 副會長 - 黄家和（金百加發展） - 吳國安（亨亞（香港）有限公司） - 梁兆賢 - 陳家偉 - 駱百強 - 施榮恆 - 莊家彬（莊士實業（集團）有限公司） - 黃偉鴻（僑豐行有限公司） | 永遠名譽會長 - 梁欽榮（維達企業） - 陳永棋（長江製衣） - 楊孫西（香江國際） - 洪克協（合興集團） - 尹德勝（大中實業） - 黃友嘉（聯僑企業） - 施榮懷（恒通資源） - 李秀恆（金寶集團） - 吳宏斌（寶星行工藝品首飾） - 史立德（華彩印刷有限公司） - 潘寧（迅銷集團執行董事） |

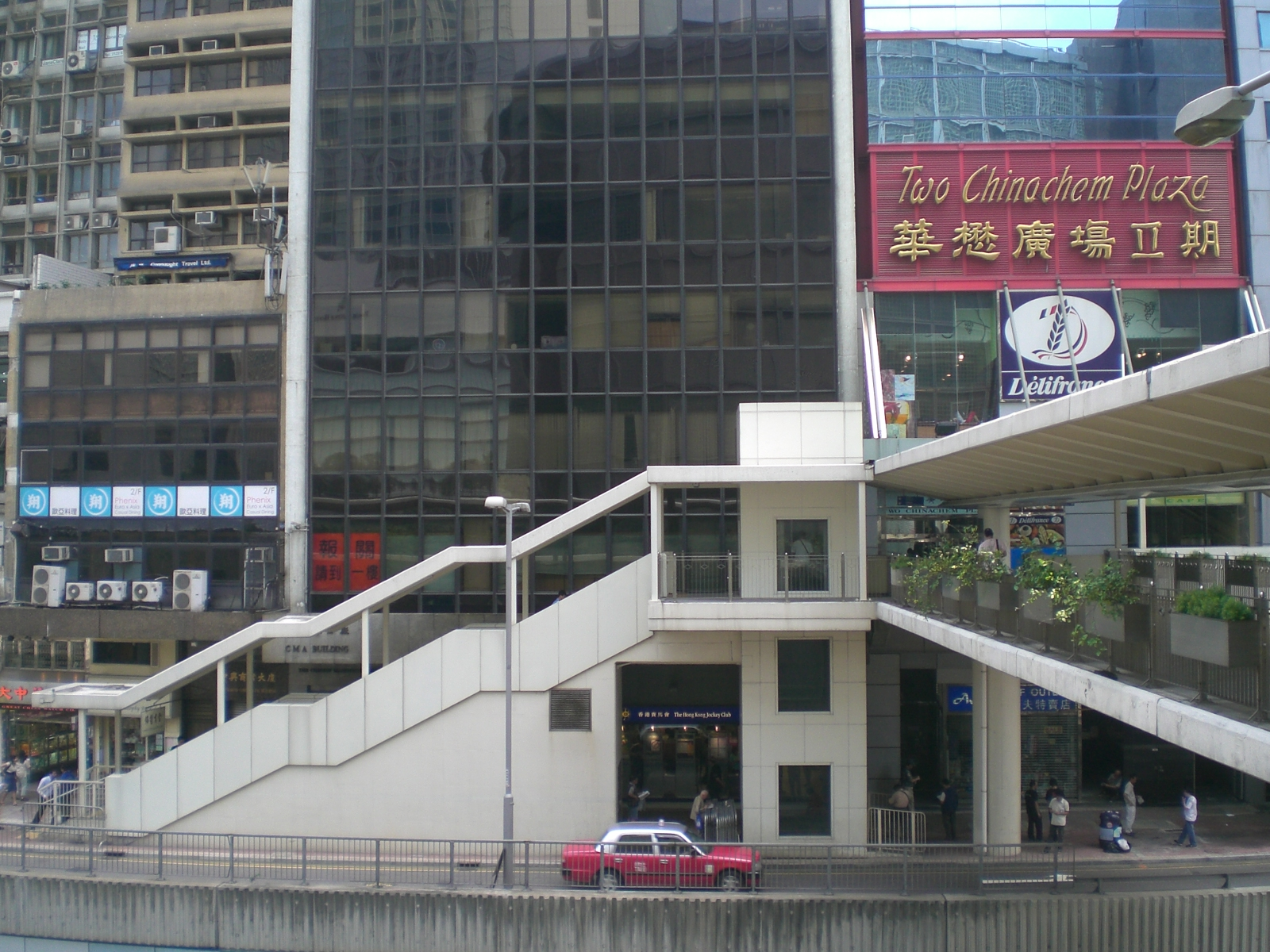
總辦事處: 香港中環干諾道中廠商會大廈
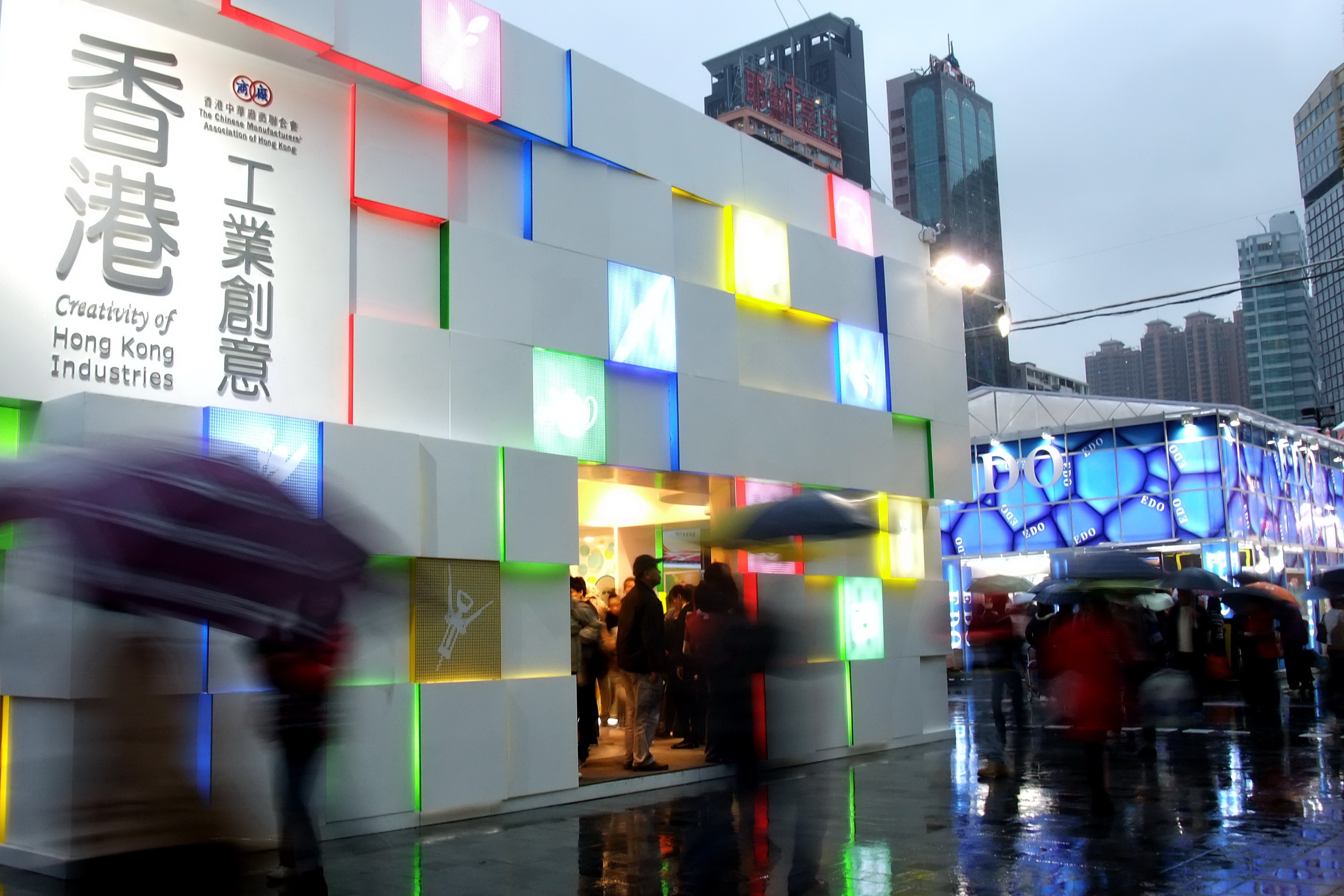
香港中華廠商聯合會在第45屆工展會場內的展覽館

## 歷屆會長
- 葉蘭泉（1934-1946年）
- 岑載華（1946-1954年）
- 許岳（1954-1956年）
- 黃克競（1956-1958年）
- 朱石麟（1958-1962年）
- 黃篤修（1962-1966年、1976-1978年）
- 蔡章閣（1966-1968年）
- 莊重文（1968-1974年）
- 洪祥佩（1974-1976年）
- 倪少傑（1979-1985年）
- 朱祖涵（1985-1987年、1989-1991年）
- 司徒輝（1987-1989年）
- 梁欽榮（1991-1999年）
- 陳永棋（1999-2003年）
- 楊孫西（2004-2005年）
- 洪克協（2006-2007年）
- 尹德勝（2008-2009年）
- 黃友嘉（2010-2011年）
- 施榮懷（2012-2014年）
- 李秀恒（2015-2017年）
- 吳宏斌（2018-2020年）
- 史立德（2021-2023年）

## 香港工商業獎
自1989年開始香港政府每年舉辦「香港工業獎」，廠商會負責主辦其中的機器及設備設計比賽，於2005年合併「香港工業獎」及「香港服務業獎」而成為「香港工商業獎」。合併後的獎勵計劃包括七個獎項組別，廠商會仍舊負責機器及設備設計組別。

## 工業教育
廠商會積極推廣工業教育及培訓人材，於1956至1957年間，捐贈100萬元，資助設立「香港工業學院」（現為香港理工大學）。於1976年創辦廠商會中學及1984年成立廠商會蔡章閣中學。

## 相關
- 香港總商會
- 工展會
- 香港品牌發展局
- 廠商會中學
- 廠商會蔡章閣中學

## 外部連結
- 香港中華廠商聯合會 （页面存档备份，存于）
- 香港中華廠商聯合會保險代理有限公司 （页面存档备份，存于）
- CMA Jetso Club （页面存档备份，存于）
- 「ESG 約章」行動 （页面存档备份，存于）